# Kosai
Kosai (湖西市 -shi) é uma cidade japonesa localizada na província de Shizuoka.
Em 2003 a cidade tinha uma população estimada em 43 525 habitantes e uma densidade populacional de 790,21 h/km². Em setembro de 2015, cidade tinha cerca de 58.608 habitantes e densidade de 677 pessoas por km². A área total da cidade é de 55,08 km².
Recebeu o estatuto de cidade a 1 de Janeiro de 1972.

## Localização
Kosai está localizada no sudoeste do arquipélado Japonês, na divisa das províncias de Shizuoka e Aichi, junto ao Lago Hamana. O nome da cidade significa algo como "a oeste do lago", em referência a sua localização.
A cidade fica ao Sul Golfo Enshu no Oceano Pacífico.Graças a essa localização, a Corrente Kuroshio garante uma temperatura marítima agradável, com clima quente, verões úmidos e invernos moderados.

## Dekasseguis
Kosai se tornou conhecida pelo Brasil na segunda metade dos anos 1990 quando a montadora de automóveis Suzuki começou a investir em trabalhadores brasileiros para a fabricação e montagem de seus veículos.
No início da década de 2000 a quantidade de brasileiros residentes em Kosai como "dekaseguis" (imigrantes brasileiros a trabalho) era tão grande que a prefeitura, comércios e os correios começaram a adotar o uso de informações em Língua Portuguesa.
Foi um verdadeiro boom das agências de emprego no Brasil que ofereciam vagas de trabalho àqueles que decidiram tentar uma vida no Japão, desde que descendentes até terceiro grau.
Os trabalhadores brasileiros eram submetidos aos serviços mais árduos e pesados, e contribuíram muito para a economia local. Até hoje, a Suzuki, é lembrada como a empresa que serviu de carta de entrada aos migrantes brasileiros e que permitiu a realização de sonhos a muitos que começaram a dura vida no exterior.
No distrito de Arai-Cho, inclusive, há um alojamento conhecido como Arai-Ryo que recebe os trabalhadores inexperientes que vem do Brasil para trabalharem na Suzuki.